# Didymoglossum rhipidophyllum
Didymoglossum rhipidophyllum är en hinnbräkenväxtart som först beskrevs av Sloss., och fick sitt nu gällande namn av Pichi-serm. Didymoglossum rhipidophyllum ingår i släktet Didymoglossum och familjen Hymenophyllaceae. Inga underarter finns listade.